# 翁酒造
翁酒造株式会社（おきなしゅぞう）は、福岡県古賀市に本社を置く日本の醸造企業。代表取締役社長は安河内重人。旧社名は「安河内合名会社」。
『稲田重造』の銘柄で日本酒のほか、焼酎やリキュール、石鹸も製造する。

## 沿革
- 1950年（昭和25年） - 安河内合名会社を翁酒造株式会社に社名変更。
- 1961年（昭和36年） - 焼酎甲類の他　原料用アルコール、清酒についても製造開始。
- 1997年（平成9年） - リキュール製造免許を取得し製造開始。
- 2002年（平成14年） - 純米酒「大観」が平成14年福岡国税局観評会優等賞受賞。
- 2004年（平成16年） - 純米酒「大観」が平成16年全国新酒観評会入賞。
- 2005年（平成17年） - 純米酒「大観」が平成17年福岡国税局観評会優等賞受賞（平成18年まで2年連続受賞）。
- 2007年（平成19年） - 純米大吟醸「稲田重造」販売開始。

## 商品

### 日本酒
- 稲田重造 - 純米大吟醸、芳醇
- 大観 - 純米吟醸(720ml), 本醸造(1.8L), 上撰
- 家伝純米 - 上選
- 蔵出し美人 - 上選
- 松鶴 - 上選
- 昔酒にごり酒
- ふるさとの酒
- 生貯蔵 - 生酒

### 焼酎
- 熟成焼酎にじか（麦焼酎）
- おきな麦（麦焼酎）
- おいさ

### リキュール
- 甘酒
- びわの酒
- あんず酒

### 石鹸
- 稲田重造せっけん